# Carolin Hennecke
Carolin Hennecke, née le 4 février 1986 à Diemelsee-Stormbruch, est une biathlète allemande.

## Carrière
Carolin Hennecke connaît une carrière junior fructueuse en termes de résultats. En effet, dès ses débuts en Coupe d'Europe junior en 2005-2006, elle monte sur le podium, puis remporte le titre mondial junior du sprint en 2006 et du relais en 2006 et 2007. Elle est aussi championne d'Europe junior du relais en 2006.
Entre 2008 et 2011, elle accumule un total de six podiums en IBU Cup dont une victoire.
Elle démarre en Coupe du monde en décembre 2011 à Hochfilzen marquant ses premiers points avec une 24e place sur le sprint. Plus tard dans l'hiver, elle est double médaillée de bronze aux Championnats d'Europe sur l'individuel et le relais.
En manque de résultats, elle prend sa retraite sportive en 2013.

## Palmarès

### Coupe du monde
- Meilleur classement général : 67e en 2012.
- Meilleur résultat individuel : 24e.

#### Classements en Coupe du monde
| Saison    | Classement général final | Individuel | Sprint | Poursuite | Mass start |
| 2011-2012 | 67e                      |            | 64e    | 62e       |            |
| 2012-2013 | nc                       |            | nc     | nc        |            |

### Championnats d'Europe
- Médaille de bronze du relais en 2009 et 2012.
- Médaille de bronze de l'individuel en 2012.

### Championnats du monde junior
- Médaille d'or du sprint en 2006.
- Médaille d'or du relais en 2006 et 2007.
- Médaille d'argent de l'individuel en 2007.
- Médaille de bronze de l'individuel en 2006.

### Championnats d'Europe junior
- Médaille d'or du relais en 2006.

### IBU Cup
- 3e du classement général en 2010.
- 6 podiums individuels, dont 1 victoire.